# Солеевые
Соле́евые, или правосторо́нние морски́е языки́, или косоро́тые (лат. Soleidae), — семейство лучепёрых рыб из отряда камбалообразных (Pleuronectiformes).

Сенегальская солея, является видом камбалы из семейства настоящих солей, Soleidae, из восточной Атлантики и Средиземного моря.

Оба глаза расположены на правой стороне тела. Край предкрышечной кости полностью скрыт под кожей и покрыт чешуёй (у представителей семейства камбаловые край предкрышки свободный). Грудные плавники чаще всего имеются, брюшные плавники не соединены с анальным, боковая линия одна, анальный и спинной плавник не слиты или слиты с хвостовым.
Солеевые — донные неритические морские и солоноватоводные, реже пресноводные виды, преимущественно распространённые в Индийском, восточной части Атлантического, а также западной и центральной части Тихого океанов. Питаются донными беспозвоночными и некрупной рыбой. Икра мелкая, пелагическая.

В состав семейства включают 32 рода и порядка 175 видов. Представители семейства обычно некрупные, до 30 см длиной. Два вида рода аустроглоссов: Austroglossus microlepis и Austroglossus pectoralis — достигают длины в 60 см. Европейская солея достигает длины 70 см.

## Классификация
В состав семейства включают 32 рода:
- Achiroides Bleeker, 1851
- Aesopia Kaup, 1858 — Эзопии
- Aseraggodes Kaup, 1858 — Асерагодесы
- Austroglossus Regan, 1920 — Аустроглоссы
- Barbourichthys Chabanaud, 1934
- Barnardichthys Chabanaud, 1927
- Bathysolea Roule, 1916 — Глубоководные солеи
- Brachirus Swainson, 1839 — Брахирусы
- Buglossidium Chabanaud, 1930 — Жёлтые солеи
- Dagetichthys Stauch & Blanc, 1964
- Dexillus Chabanaud, 1930
- Dicologlossa Chabanaud, 1927 — Дикологоглоссы
- Heteromycteris Kaup, 1858 — Гетеромиктеры
- Leptachirus Randall, 2007
- Liachirus Günther, 1862 — Лиахиры
- Microchirus Bonaparte, 1833 — Короткопёрые солеи
- Monochirus Rafinesque, 1814 — Шиповатые солеи
- Paradicula Whitley, 1931
- Pardachirus Günther, 1862 — Павлиньи солеи
- Pegusa Günther, 1862
- Phyllichthys McCulloch, 1916
- Pseudaesopia Chabanaud, 1934 — Псевдоэзопии, или ложные эзопии
- Rendahlia Chabanaud, 1930
- Rhinosolea Fowler, 1946 — Риносолеи
- Solea Quensel, 1806 — Солеи
- Soleichthys Bleeker, 1860 — Солеихты
- Synaptura Cantor, 1849 — Синаптуры
- Synapturichthys Chabanaud, 1927
- Synclidopus Chabanaud, 1943
- Typhlachirus Hardenberg, 1931
- Vanstraelenia Chabanaud, 1950
- Zebrias Jordan & Snyder, 1900 — Полосатые солеи, или солеи-зебры